# Parapiesma
Parapiesma is een geslacht van wantsen uit de familie van de Piesmatidae (Amarantwantsen). Het geslacht werd voor het eerst wetenschappelijk beschreven door Péricart in 1974.

## Soorten
Het genus bevat de volgende soorten:

- Parapiesma alashanensis (Narsu & Nonnaizab, 1993)
- Parapiesma atriplicis (Frey-Gessner, 1863)
- Parapiesma bificeps (Hsiao & Jing, 1979)
- Parapiesma cinereum (Say, 1832)
- Parapiesma deserta (Nonnaizab & Cha-Na, 1988)
- Parapiesma josifovi Péricart, 1977
- Parapiesma kerzhneri Heiss & Pericart, 1983
- Parapiesma kochiae (Becker, 1867)
- Parapiesma kolenatii (Fieber, 1861)
- Parapiesma longicarinum (Hsiao & Jing, 1979)
- Parapiesma longiformis (Nonnaizab & Cha-Na, 1988)
- Parapiesma pupula (Puton, 1879)
- Parapiesma quadratum (Fieber, 1844)
- Parapiesma rotundatum (Horváth, 1906)
- Parapiesma salsolae (Becker, 1867)
- Parapiesma silenes (Horváth, 1888)
- Parapiesma tenellum (Horváth, 1906)
- Parapiesma unicolor (Wagner, 1954)
- Parapiesma variabile (Fieber, 1844)